# Juniperus deppeana
Juniperus deppeana är en cypressväxtart som beskrevs av Ernst Gottlieb von Steudel. Juniperus deppeana ingår i släktet enar, och familjen cypressväxter. IUCN kategoriserar arten globalt som livskraftig.

## Underarter
Arten delas in i följande underarter:
- J. d. deppeana
- J. d. pachyphlaea
- J. d. robusta
- J. d. sperryi
- J. d. zacatecensis

## Bildgalleri

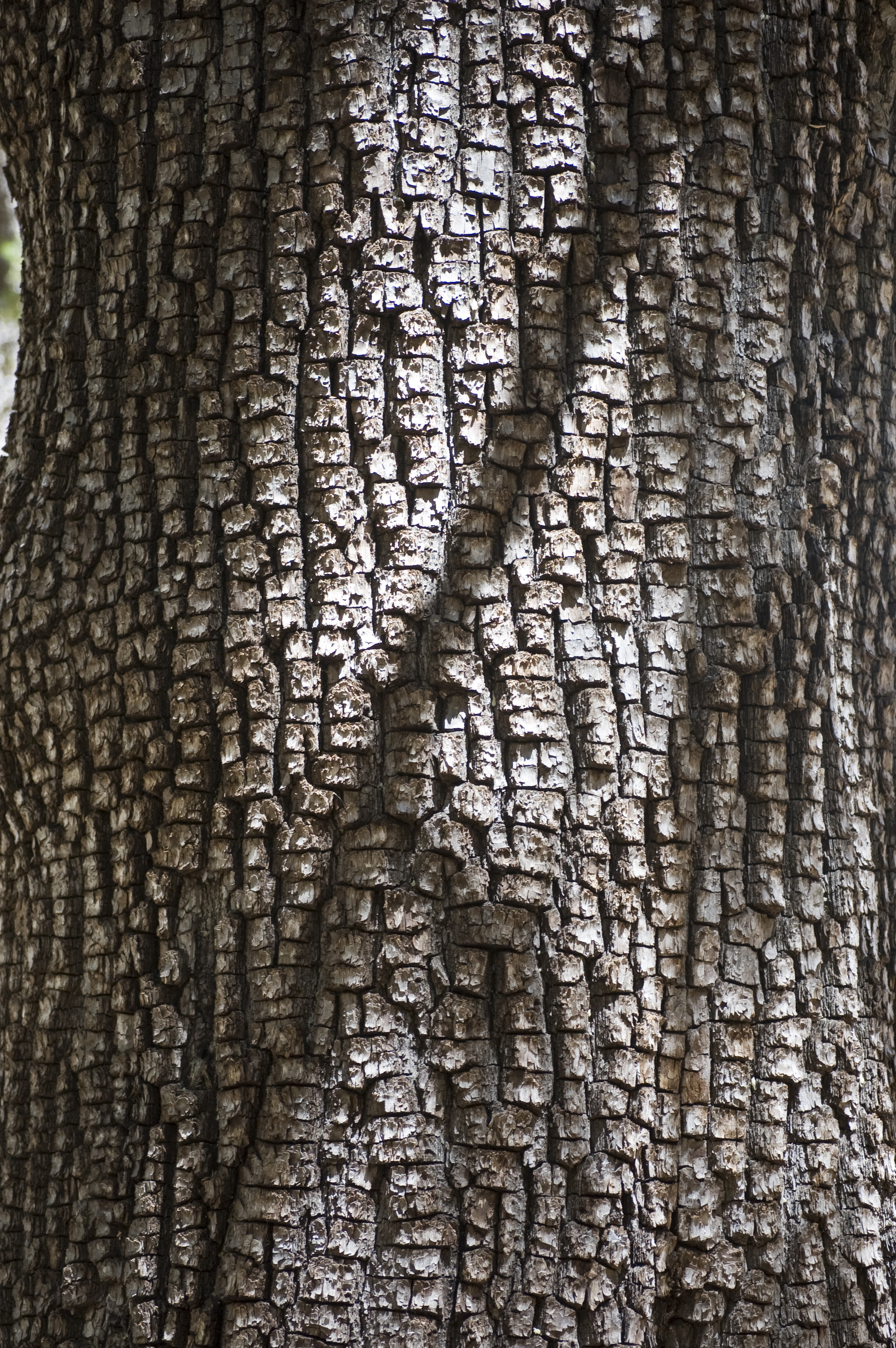
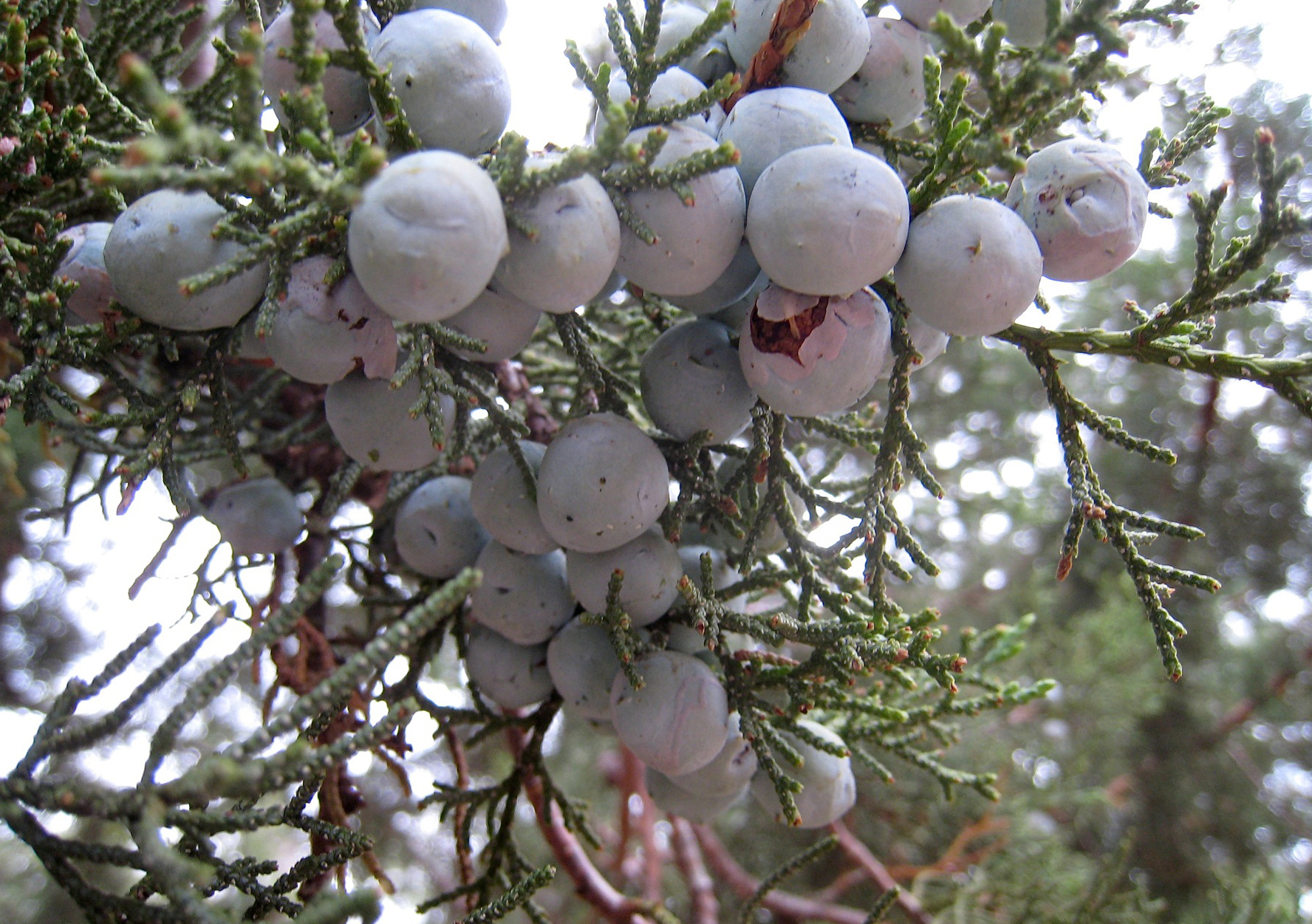
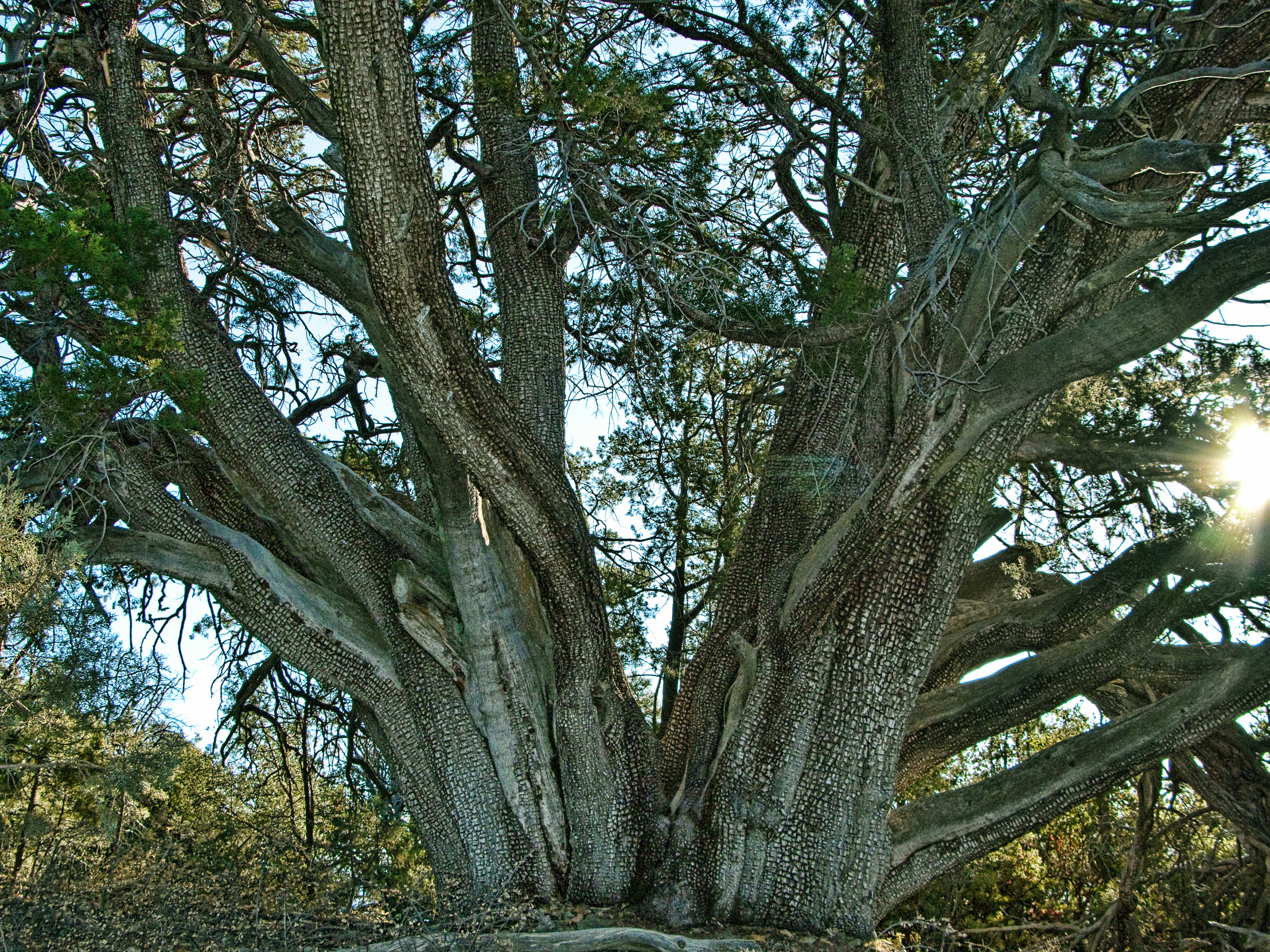
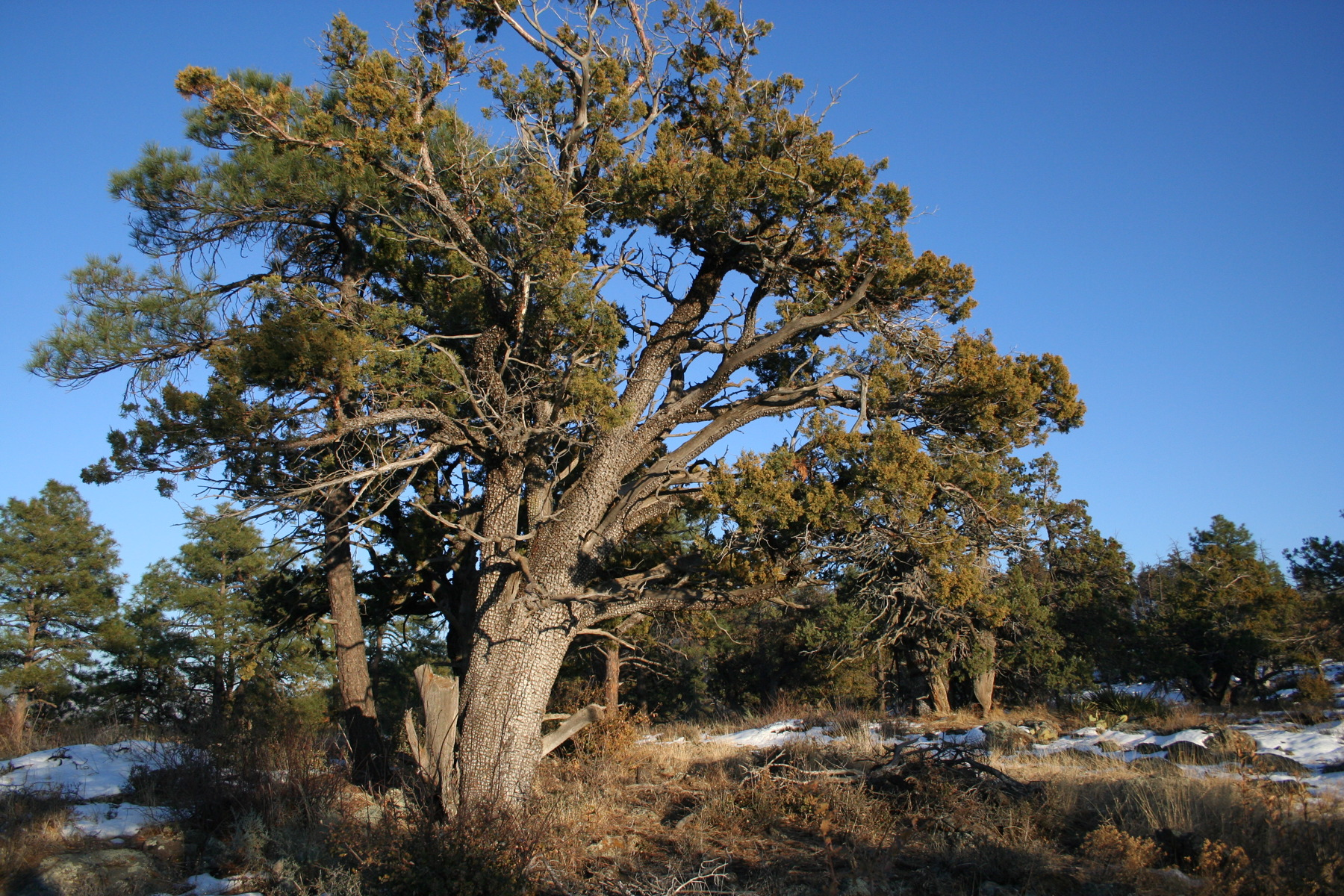
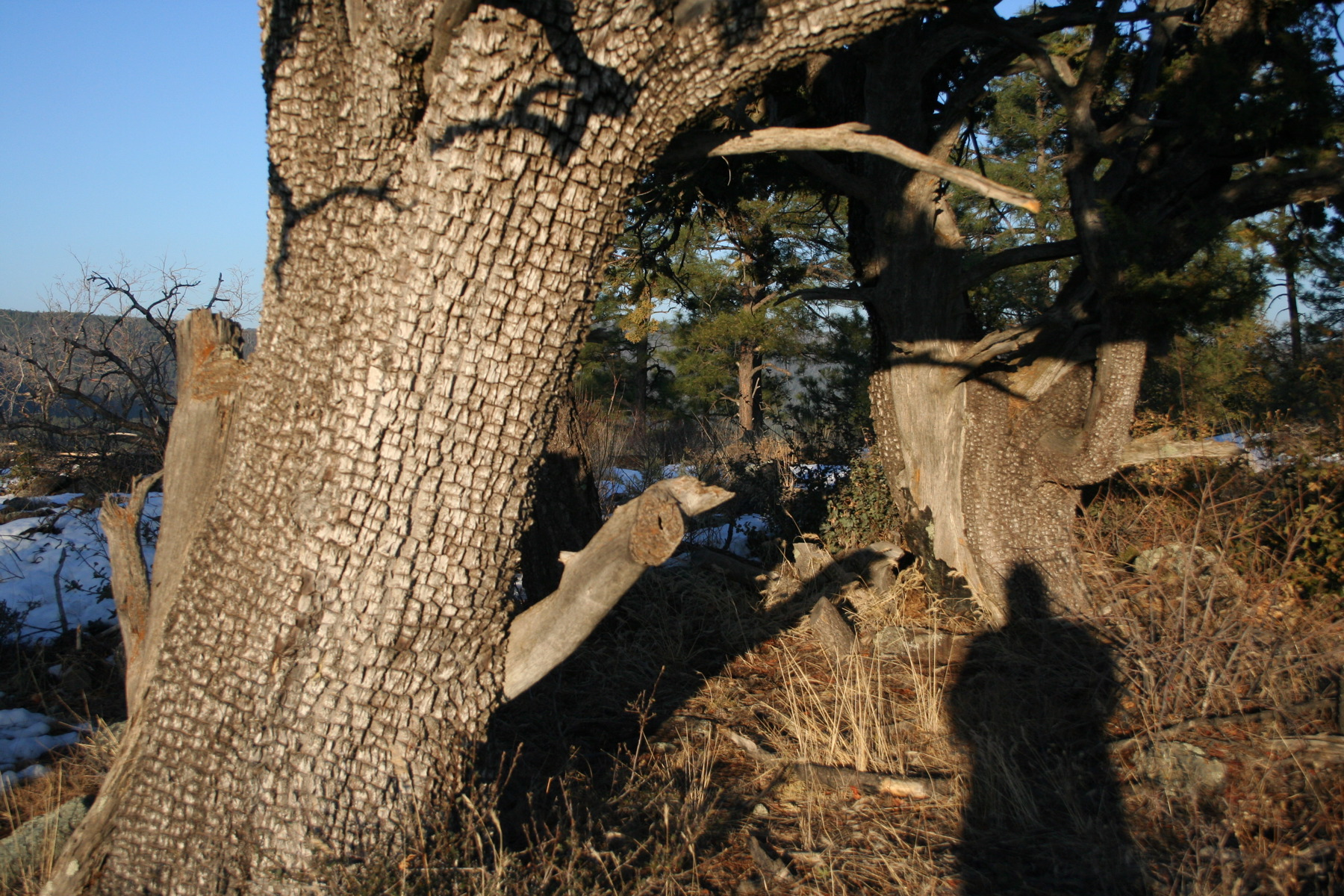
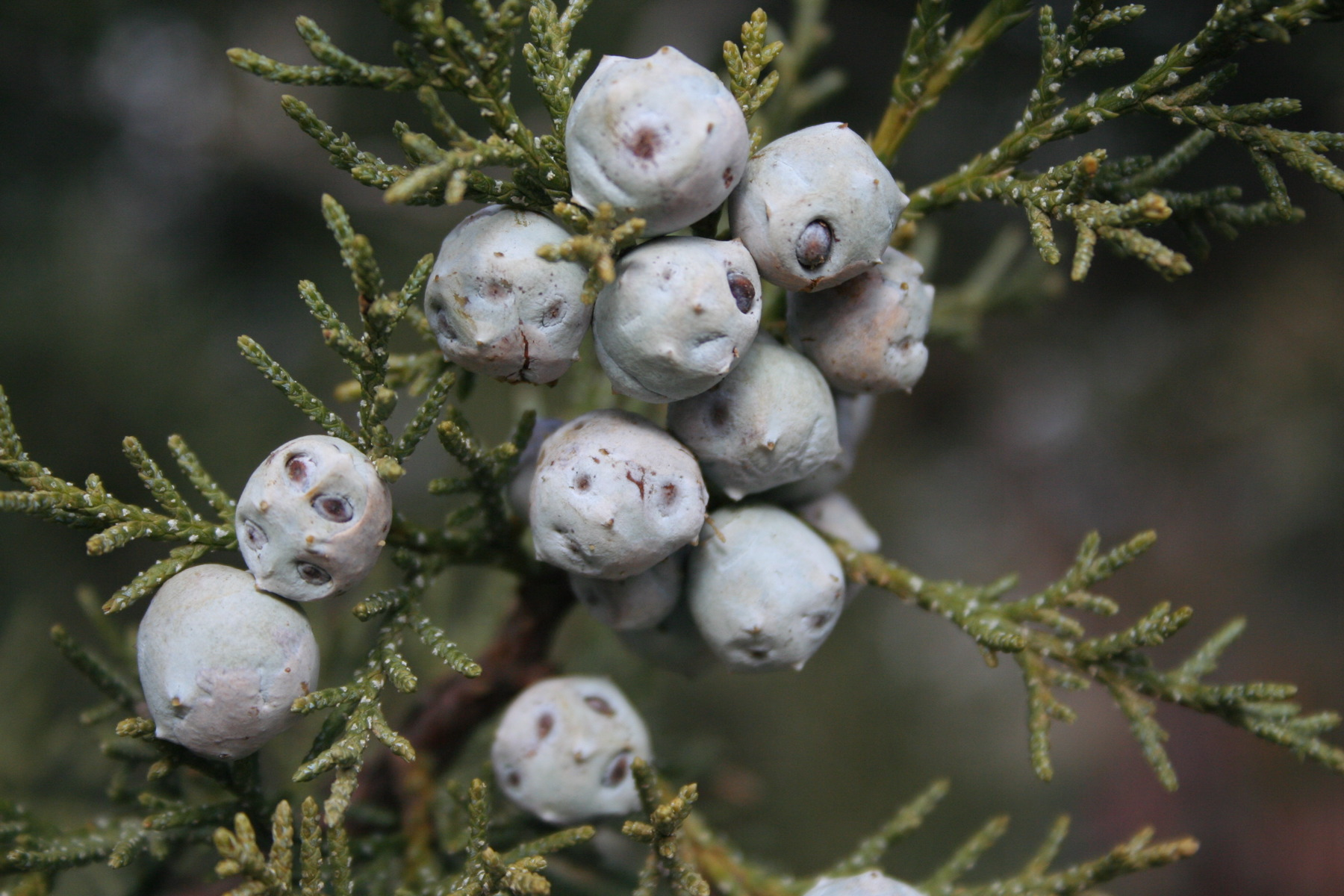